# 妙福寺 (徳島市)
妙福寺（みょうふくじ）は、徳島県徳島市に位置する寺院である。阿波秩父観音霊場30番札所。山号は白雲山。本尊は十一面観世音。宗派は真言宗大覚寺派。

## 歴史
言い伝えによると、元永2年（1119年）に矢三村に建立され、建立当時は七堂伽藍を有した宏壮な規模であったと云う。戦国時代には長宗我部の軍により、一時は廃寺と化していたが、一篤志家により再興される。

## 前後の札所
阿波秩父観音霊場
29 萬福寺 ---- 30 妙福寺 ---- 31 清水寺

## 交通
- JR高徳線佐古駅から徒歩約14分。